# Noormarkku
Noormarkku est une ancienne municipalité du sud-ouest de la Finlande, dans la province de Finlande occidentale et la région du Satakunta. Elle fait partie de la grande banlieue de Pori, le village se situe à 14 km du centre de Pori.
Le nom du village est un décalque du suédois Norrmark, dans une région longtemps peuplée de suédophones. Ceux-ci ont été totalement assimilés à la population finnoise au XIXe siècle. C'est à cette époque que ce sont développées les forges qui ont constitué jusqu'au XXe siècle la principale activité de la commune.
Noormarkku est la ville de naissance de la compagnie Ahlstrom (fibres et papiers spéciaux), désormais cotée en bourse et basée à Helsinki.
La commune compte un bâtiment remarquable, la Villa Mairea, œuvre d'Alvar Aalto (terminée en 1939).
Outre Pori au sud et à l'ouest, les municipalités voisines sont Ulvila au sud, Lavia à l'est et Pomarkku au nord.